# De Katamarom
De Katamarom is een stripreeks van de Belgische striptekenaar Gos (geassisteerd door zijn zoon Walt) en verschenen bij uitgeverij Dupuis. De verhalen spelen zich af rondom een buitenaardse hybride (de katamarom) en zijn adolescente beschermeling Khena. De strip werd vanaf 23 november 1972 voorgepubliceerd in het stripblad Robbedoes. De stripreeks heette aanvankelijk Khena en de Katamarom, maar vanaf het 7de album werd de reeks omgedoopt tot De Katamarom. Vanaf 2005 werd de reeks uitgegeven bij uitgeverij Glénat.

## Verhaal
Hoofdpersonen in deze strip zijn:
- de Katamarom, een buitenaardse hybride
- Khena, de beschermeling van de Katamarom
- Oom Dirk de adoptievader van Khena

Over de loop van verschillende albums blijkt dat Khena afkomstig is van het continent der twee manen, gelegen op de planeet Aktarka. In De geboorte van de Katamarom blijkt dat Katamarom een acroniem is. In De medaille van de Inca's en Het continent der twee manen leren we de achtergrond van Khena kennen. In album 24 Het kristal van de Atlantiers leren we dat het schrift van Atlantis lijkt op het oude schrift van het continent der twee manen, wat doet vermoeden dat de planeet een van de bestemmingen was van de Atlantisch exodus.
Terwijl zijn ouders op ontdekkingsreis zijn op de Aarde, loopt er iets mis met de motor van hun schip. Om zijn leven niet te riskeren lieten ze hem achter op Aarde terwijl zij probeerden de motor te herstellen.
De plek waar hij werd achtergelaten wordt getroffen door een aardbeving en Khena wordt meegenomen door de plaatselijke bevolking voordat het reddingsteam van zijn wereld arriveert.
Oom Dirk, een Europese archeoloog, ontfermt zich later over Khena, en neemt hem mee naar Europa.
Als door een toeval de Katamarom en Khena elkaar tegenkomen, begint een serie avonturen.

## Albums
Sinds album 35 Het Schuilhol van Satic wordt De Katamarom uitgegeven door Glénat, zij hebben echter niet de rechten op de eerste 34 albums en Dupuis brengt deze zelf niet meer op de markt.